# جورجيو زامبوري
جورجيو زامبوري (Giorgio Zampori) هو لاعب أولمبي لرياضة الجمباز من إيطاليا. شارك في الأولمبياد الصيفي في 1912–1924، وفاز بما مجموعه 5 ميداليات.

## الميداليات
| ذهب | فضة | برونز | المجموع |
| 4   | 0   | 1     | 5       |

## روابط خارجية
- جورجيو زامبوري على موقع الاتحاد الدولي للجمباز (licence) (الإنجليزية)
- جورجيو زامبوري على موقع الاتحاد الدولي للجمباز (biography) (الإنجليزية)
- جورجيو زامبوري على موقع اللجنة الأولمبية الدولية (الإنجليزية)
- جورجيو زامبوري على موقع أوليمبيديا (الإنجليزية)
- جورجيو زامبوري على موقع اللجنة الأولمبية الإيطالية (الإيطالية)